# Andrea Bogner-Unden
Andrea Bogner-Unden (* 4. November 1955 in Bad Cannstatt) ist eine deutsche Politikerin (Bündnis 90/Die Grünen). Sie war von 2016 bis 2024 Abgeordnete im Landtag von Baden-Württemberg.
Andrea Bogner-Unden studierte nach dem Abitur in Zuffenhausen von 1975 bis 1981 Politik, Geschichte und Sport für das Lehramt an der Universität Freiburg im Breisgau. Seit 1983 wohnt sie in Wald (Hohenzollern) und unterrichtete bis einschließlich des Schuljahrs 2015/16 an der Heimschule Kloster Wald.
Bogner-Unden gehört ihrer Partei seit 2011 an. 2016 war sie für ein Jahr Kreisvorsitzende der Partei im Landkreis Sigmaringen. Bei der Landtagswahl in Baden-Württemberg 2016 errang sie das Direktmandat (Erstmandat) im Landtagswahlkreis Sigmaringen. Sie lag mit einem Ergebnis von 33,7 Prozent der Stimmen in ihrem Wahlkreis rund 1,4 Prozentpunkte vor dem CDU-Kandidaten Klaus Burger. Bei der Landtagswahl in Baden-Württemberg 2021 gewann sie den Wahlkreis mit 32,6 Prozent erneut. Zum Jahresende 2024 legte sie ihr Landtagsmandat nieder. Für sie rückte Christoph Höh in den Landtag nach.

## Privates
Bogner-Unden ist verheiratet und Mutter von vier Kindern. Sie ist evangelischer Konfession.